# Stora Sävsjö
Stora Sävsjö är en sjö i Varbergs kommun i Västergötland och ingår i Viskans huvudavrinningsområde. Sjön är 11 meter djup, har en yta på 0,764 kvadratkilometer och befinner sig 112,2 meter över havet. Vid provfiske har bland annat abborre, gädda, mört och sarv fångats i sjön.

## Delavrinningsområde
Stora Sävsjö ingår i det delavrinningsområde (635725-130855) som SMHI kallar för Inloppet i Oklången. Medelhöjden är 145 meter över havet och ytan är 46,74 kvadratkilometer. Det finns inga avrinningsområden uppströms utan avrinningsområdet är högsta punkten. Lillån (Kungsätersån) som avvattnar avrinningsområdet har biflödesordning 2, vilket innebär att vattnet flödar genom totalt 2 vattendrag innan det når havet efter 41 kilometer. Avrinningsområdet består mestadels av skog (72 %) och jordbruk (12 %). Avrinningsområdet har 2,16 kvadratkilometer vattenytor vilket ger det en sjöprocent på 4,6 %.

## Fisk
Vid provfiske har följande fisk fångats i sjön:
- Abborre
- Gädda
- Mört
- Sarv
- Ål